# Шлемник
Шлемник (лат. Scutellaria) — крупный род травянистых растений семейства Яснотковые (Lamiaceae), или Губоцветные (Labiatae).
Представители рода встречаются по всему свету, кроме Антарктиды.

## Ботаническое описание
Многолетние или, очень редко, однолетние травы, изредка полукустарники или кустарнички, с опушением из простых волосков, со стеблями, одревесневающими при основании и травянистыми в верхней части.
Листья черешковые, различной формы, городчатые или зубчатые, реже цельнокрайные или почти рассечённые.
Цветки в числе одного-двух в пазухах листьев или собраны в колосовидные или кистевидные соцветия на верхушках стеблей. Чашечка колокольчатая, двугубая, с цельнокрайными, широко округлёнными губами, из которых верхняя имеет вогнутый поперечный гребешок, задний сегмент после созревания плодов отпадающий. Венчик с длинной, кнаружи отогнутой трубкой и двугубым отгибом; верхняя губа шлемовидная, вогнутая, с 2 боковыми лопастями при основании; нижняя цельная, плоская, короче или длиннее верхней. Тычинки в числе четырёх, восходящие, с попарно сближенными ресничатыми пыльниками; передние длиннее задних, одногнёздные, задние с двумя растопыренными пыльцевыми мешками. Столбик с двулопастным рыльцем.
Плоды — сплюснуто-шаровидные или яйцевидные, по большей части бородавчатые, нередко опушённые, реже гладкие орешки. Созревшие плоды шлемника при малейшем прикосновении выстреливают и разбрасывают семена. Зародыш с изогнутым корешком.

## Значение и применение
В отличие от других родов яснотковых, представители которых являются эфиромасличными растениями, большинство видов данного рода относится к числу красильных растений.
Многие виды декоративны, но лишь малое число используется в этом качестве.
Некоторые виды — лекарственные растения, наиболее известным из которых является Шлемник байкальский (Scutellaria baicalensis).

## Классификация

### Таксономия
Scutellaria L., 1753, Sp. Pl. : 598
Род Шлемник относится к семейству Яснотковые (Lamiaceae) порядка Ясноткоцветные (Lamiales). Таксономическая схема в соответствии с Системой APG IV по состоянию на декабрь 2023 года:
|  |                                      |  |                                   |                                   |                      |  | ещё 23 семейства |               |               |                                                                |
|  |                                      |  |                                   |                                   |                      |  |                  |               |               | 477 подтвержденных видов и 62 таксона, ожидающих подтверждения |
|  |                                      |  |                                   | порядок Ясноткоцветные            |                      |  |                  |               | род Шлемник   |                                                                |
|  |                                      |  |                                   | порядок Ясноткоцветные            |                      |  |                  |               | род Шлемник   |                                                                |
|  | отдел Цветковые, или Покрытосеменные |  |                                   |                                   | семейство Яснотковые |  |                  |               |               |                                                                |
|  | отдел Цветковые, или Покрытосеменные |  |                                   |                                   |                      |  |                  |               |               |                                                                |
|  |                                      |  | ещё 63 порядка цветковых растений | ещё 63 порядка цветковых растений |                      |  |                  | ещё 268 родов | ещё 268 родов |                                                                |
|  |                                      |  |                                   | ещё 63 порядка цветковых растений |                      |  |                  |               | ещё 268 родов |                                                                |

### Виды
Некоторые из них:
| - Scutellaria adsurgens Popov (1924) — Шлемник приподнимающийся - Scutellaria albida L. (1771) — Шлемник беловатый - Scutellaria altaica Ledeb. ex Sweet (1823) — Шлемник алтайский - Scutellaria altissima L. (1753) — Шлемник высочайший, или Шлемник высокий - Scutellaria baicalensis Georgi (1775) — Шлемник байкальский - Scutellaria bucharica Juz. (1951) — Шлемник бухарский - Scutellaria colpodea Nevski (1937) — Шлемник извилистый - Scutellaria comosa Juz. (1951) — Шлемник хохлатый - Scutellaria cristata Popov (1924) — Шлемник гребенчатый - Scutellaria daghestanica Grossh. (1945) — Шлемник дагестанский - Scutellaria dependens Maxim. (1859) — Шлемник повислый - Scutellaria galericulata L. (1753) typus — Шлемник обыкновенный - Scutellaria glabrata Vved. (1954) — Шлемник оголённый - Scutellaria grandiflora Sims (1803) — Шлемник крупноцветковый - Scutellaria granulosa Juz. (1954) — Шлемник мелкозернистый - Scutellaria guttata Nevski ex Juz. (1951) — Шлемник крапчатый - Scutellaria haematochlora Juz. (1951) — Шлемник окровавленно-зелёный - Scutellaria hastifolia L. (1753) — Шлемник копьелистный - Scutellaria hissarica B.Fedtsch. (1913) — Шлемник гиссарский - Scutellaria holosericea Gontsch. ex Juz. (1951) — Шлемник сплошь-шелковистый - Scutellaria immaculata Nevski ex Juz. (1951) — Шлемник незапятнанный - Scutellaria intermedia Popov (1926) — Шлемник средний - Scutellaria iskanderi Juz. (1951) — Шлемник Искандера - Scutellaria karatavica Juz. (1951) — Шлемник каратавский - Scutellaria lanipes Juz. (1954) — Шлемник шерстисточерешковый - Scutellaria leptosiphon Nevski (1937) — Шлемник тонкотрубковый - Scutellaria leptostegia Juz. (1951) — Шлемник мелкочешуйный - Scutellaria luteocaerulea Bornm. & Sint. (1914) — Шлемник жёлто-синий - Scutellaria macrodonta Hand.-Mazz. (1936) — Шлемник крупнозубчатый - Scutellaria mongolica Sobolevsk. (1951) — Шлемник монгольский | - Scutellaria moniliorhiza Kom. (1907) — Шлемник четковидно-корневой - Scutellaria navicularis Juz. (1951) — Шлемник лодочковый - Scutellaria nepetoides Popov ex Juz. (1951) — Шлемник котовниковидный - Scutellaria novorossica Juz. (1951) — Шлемник новороссийский - Scutellaria orbicularis Bunge (1851) — Шлемник кружочковый - Scutellaria oreophila Grossh. (1945) — Шлемник горолюбивый - Scutellaria orientalis L. (1753) — Шлемник восточный - Scutellaria pacifica Juz. (1951) — Шлемник тихоокеанский - Scutellaria pamirica Juz. (1951) — Шлемник памирский - Scutellaria physocalyx Regel & Schmalh. ex Regel (1882) — Шлемник пузырчато-чашечный - Scutellaria picta Juz. (1951) — Шлемник раскрашенный - Scutellaria platystegia Juz. (1939) — Шлемник широкочешуйный - Scutellaria poecilantha Nevski ex Juz. (1951) — Шлемник пёстроцветковый - Scutellaria polyphylla Juz. (1951) — Шлемник многолистный - Scutellaria polytricha Juz. (1951) — Шлемник многоволосый - Scutellaria pontica K.Koch (1849) — Шлемник понтийский - Scutellaria pycnoclada Juz. (1951) — Шлемник густоветвистый - Scutellaria ramosissima Popov (1924) — Шлемник ветвистейший - Scutellaria rhomboidalis Grossh. (1950) — Шлемник ромбовидный - Scutellaria rubromaculata Juz. & Vved. (1951) — Шлемник краснопятнистый - Scutellaria scordiifolia Fisch. ex Schrank (1822) — Шлемник скордиелистный - Scutellaria squarrosa Nevski (1937) — Шлемник растопыренный - Scutellaria striatella Gontsch. (1933) — Шлемник полосатенький - Scutellaria subcaespitosa Pavlov (1935) — Шлемник почти-дернистый - Scutellaria subcordata Juz. (1954) — Шлемник почти-сердцевидный - Scutellaria supina L. (1753) — Шлемник приземистый - Scutellaria tuvensis Juz. (1951) — Шлемник тувинской - Scutellaria urticifolia Juz. & Vved. (1954) — Шлемник крапиволистный - Scutellaria velutina Juz. & Vved. (1954) — Шлемник бархатистый - Scutellaria villosissima Gontsch. ex Juz. (1951) — Шлемник мохнатейший |

| |  |  |  |  |
| Слева направо: Шлемник высочайший. Scutellaria aurata. Шлемник байкальский. Scutellaria costaricana. Scutellaria strigillosa. |  |  |  |  |

### Синонимы
- Anaspis Rechinger
- Cruzia Phil.
- Harlanlewisia Epling
- Hastifolia Ehrh.
- Perilomia Kunth
- Salazaria Torr.
- Theresa Clos